# 普勒布斯廷湖

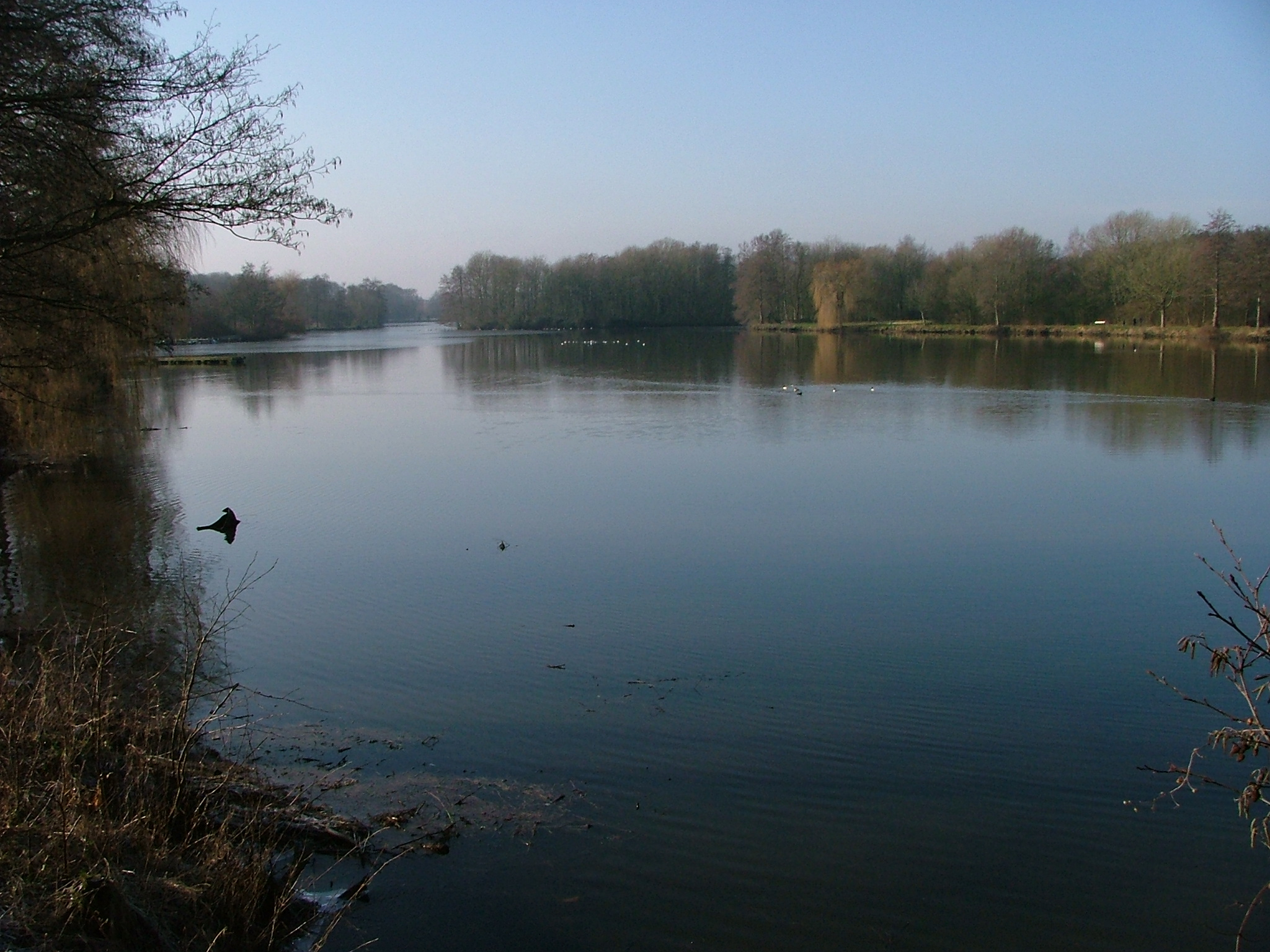

51°50′19″N 6°47′54″E / 51.8387°N 6.7982°E
普勒布斯廷湖（德語：Pröbstingsee），是德國的湖泊，位於該國西部，由北萊茵-威斯特法倫州負責管轄，處於博爾肯郡，長0.8公里、寬0.2公里，面積0.13平方公里，湖岸線長度2公里。